# 124
124（百二十四、ひゃくにじゅうよん）は自然数、また整数において、123の次で125の前の数である。

## 性質
- 124は合成数であり、約数は 1 , 2 , 4 , 31 , 62 と 124 である。
  - 約数の和は224。
    - 124自身を除く約数の和がちょうど100の不足数である。
      - 素数を除いて σ(n) − n が平方数になる14番目の数である。1つ前は122、次は140。ただしσは約数関数。(オンライン整数列大辞典の数列 A048699)
- 連続する8つの素数の和として表せる3番目の数である。1つ前は98、次は150。
124 = 5 + 7 + 11 + 13 + 17 + 19 + 23 + 29
- 1242 + 1 = 15377 であり、n2 + 1 の形で素数を生む23番目の数である。1つ前は120、次は126。
- オイラーのトーシェント関数 φ(n) = 124 をみたす自然数 n は存在しない(ノントーティエント)。このような偶数の1つ前は122、次は134。
- 1/124 = 0.00806451612903225 ... (下線部は循環節で長さは15)
  - 逆数が循環小数になる数で循環節が15になる4番目の数である。1つ前は93、次は155。
- 約数の和が124になる数は2個ある。(48, 75) 約数の和2個で表せる12番目の数である。1つ前は114、次は126。
  - 約数の和が124になる数48と75は最小の婚約数である。次は336。
- 各位の和が7になる11番目の数である。1つ前は115、次は133。
- 各位の平方和が21になる最小の数である。次は142。(オンライン整数列大辞典の数列 A003132)
  - 各位の平方和が n になる最小の数である。1つ前の20は24、次の22は233。(オンライン整数列大辞典の数列 A055016)
- 各位の立方和が73になる最小の数である。次は142。(オンライン整数列大辞典の数列 A055012)
  - 各位の立方和が n になる最小の数である。1つ前の72は24、次の74は1124。(オンライン整数列大辞典の数列 A165370)
- 各位の積が8になる7番目の数である。1つ前は118、次は142。(オンライン整数列大辞典の数列 A199989)
- 124 = 53 − 1 
  - n = 3 のときの 5n − 1 の値とみたとき1つ前は24、次は624。(オンライン整数列大辞典の数列 A024049)
  - n = 5 のときの n3 − 1 の値とみたとき1つ前は63、次は215。(オンライン整数列大辞典の数列 A068601)
- 124 = 22 × 31
  - 2つの異なる素因数の積で p2 × q の形で表せる18番目の数である。1つ前は117、次は147。(オンライン整数列大辞典の数列 A054753)
  - 124 = 22 × (25 − 1)
    - n = 2 のときの 2n × (2n+3 − 1) の値とみたとき1つ前は30、次は504。(オンライン整数列大辞典の数列 A171472)
- 124は完全数496の8番目の約数である。1つ前は62、次は248。(オンライン整数列大辞典の数列 A018487)
  - 完全数の約数とみたとき15番目の数である。1つ前は64、次は127。(オンライン整数列大辞典の数列 A096360)
- 2の累乗数を並べてできる数である。1つ前は12、次は1248。(オンライン整数列大辞典の数列 A045507)
  - 4の約数 1,2,4 を昇順に並べた数である。n の約数を昇順に並べた数とみたとき1つ前の3は13、次の5は15。(オンライン整数列大辞典の数列 A037278)
- n = 124 のとき n と n − 1 を並べた数を作ると素数になる。n と n − 1 を並べた数が素数になる16番目の数である。1つ前は114、次は148。(オンライン整数列大辞典の数列 A054211)
- 124 = 4 × (52 + 5 + 1) = 4 × (62 − 6 + 1)
  - n = 5 のときの 4(n2 + n + 1) の値とみたとき1つ前は84、次は172。(オンライン整数列大辞典の数列 A112087)
- 124 = 5! + 4
  - n = 4 のときの (n + 1)! + n の値とみたとき1つ前は27、次は725。(オンライン整数列大辞典の数列 A030495)
- 124 = 1 + 1 × 3 + 1 × 3 × 5 + 1 × 3 × 5 × 7 = 1!! + 3!! + 5!! + 7!!
  - n = 4 のときの {\displaystyle \sum _{k=1}^{n}(2k-1)!!} の値とみたとき1つ前は19、次は1069。(ただし!!は二重階乗記号)(オンライン整数列大辞典の数列 A099953)

## その他 124 に関連すること
- 西暦124年
- 第124代天皇は昭和天皇である。
- 第124代ローマ教皇はステファヌス7世（在位：928年12月～931年2月）である。
- 日本の4年制大学の卒業に必要な単位数。
- ASCIIおよびUnicodeの124(7C)は、|（縦棒、vertical bar）である。
- 124 × 10−2 = 1.24 は {\displaystyle {\sqrt[{\pi }]{2}}} の数字列である。(オンライン整数列大辞典の数列 A185361)